# Paracosmophyllum atrodelineatum
Paracosmophyllum atrodelineatum är en insektsart som beskrevs av Brunner von Wattenwyl 1891. Paracosmophyllum atrodelineatum ingår i släktet Paracosmophyllum och familjen vårtbitare. Inga underarter finns listade i Catalogue of Life.